# Зомбор (Вељки Кртиш)
Зомбор (слч. Zombor) насељено је мјесто са административним статусом сеоске општине (слч. obec) у округу Вељки Кртиш, у Банскобистричком крају, Словачка Република.

## Становништво
| Година:    | 1994. | 2004.   | 2014.    | 2024.   |
| ---------- | ----- | ------- | -------- | ------- |
| Број људи: | 93    | 99      | 149      | 144     |
| Разлика:   |       | +6,45 % | +50,50 % | -3,35 % |

| Година:    | 2023. | 2024.   |
| ---------- | ----- | ------- |
| Број људи: | 147   | 144     |
| Разлика:   |       | -2,04 % |

Према подацима о броју становника из 2011. године насеље је имало 146 становника.